# Ariekanerpeton sigalovi
Ariekanerpeton sigalovi è un tetrapode estinto, appartenente ai seymouriamorfi. Visse nel Permiano inferiore (circa 284 milioni di anni fa) e i suoi resti fossili sono stati ritrovati in Tagikistan.

## Descrizione
Questo animale è noto per oltre 900 esemplari, provenienti da una singola località del Tagikistan, Sarytaypan, nella regione di Leninabad. Gli esemplari costituiscono una delle migliori sequenze ontogenetiche note per i seymouriamorfi, poiché includono numerose larve in vari stadi della crescita, così come numerosi esemplari subadulti. I crani noti variavano in dimensioni dai 6 millimetri ai 5,4 centimetri di lunghezza, ma la scarsa ossificazione dello scheletro dei più grandi esemplari conosciuti indica che nemmeno questi ultimi erano forme completamente adulte.
Ariekanerpeton sigalovi, come molti altri seymouriamorfi, possedeva un cranio relativamente largo e triangolare (anche se meno largo che in altre forme simili). Il corpo era dotato di 24 vertebre presacrali;  gli archi neurali erano appaiati e non si articolavano con i pleurocentri (nemmeno negli esemplari più grandi), ma questa potrebbe essere una caratteristica giovanile. Le larve di Ariekanerpeton conservano scaglie circolari con anelli concentrici, simili a quelle ritrovate sugli esemplari di Discosauriscus, un altro seymouriamorfo; tuttavia, gli esemplari più grandi non sembrano aver posseduto queste scaglie. Non erano presenti gastralia (costole ventrali). Sul cranio, inoltre, le scanalature tipiche della linea laterale erano presenti solo negli esemplari larvali.

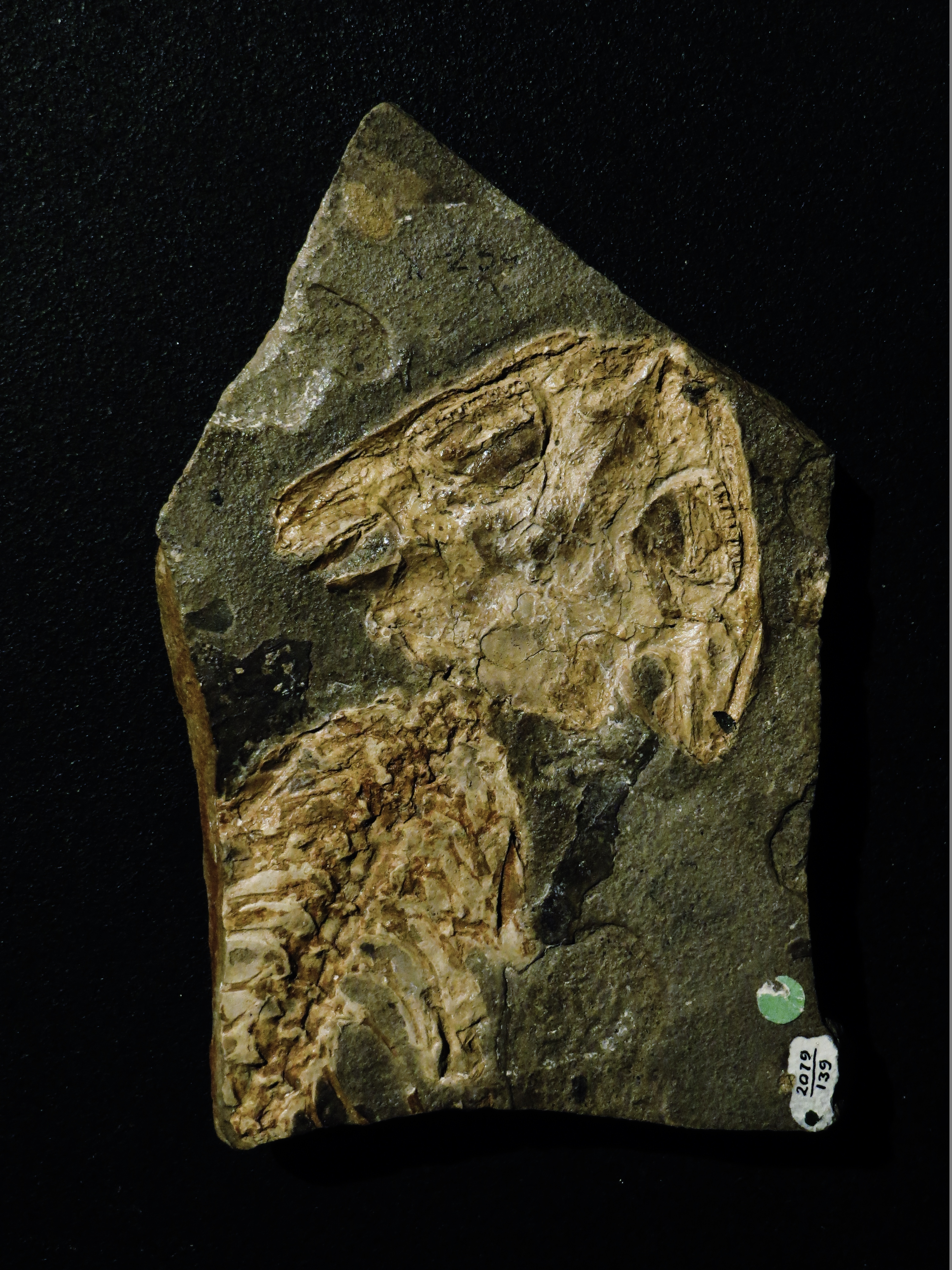
Fossile di Ariekanerpeton sigalovi

## Classificazione
I fossili di questo animale vennero descritti per la prima volta da Tatarinov nel 1968; lo studioso attribuì i fossili a una nuova specie del genere già noto Discosauriscus, D. sigalovi. Studi successivi operati da Ivachnenko (1981) indicarono che questo materiale era abbastanza distinto da poter essere classificato in un genere a sé stante, Ariekanerpeton.
Ariekanerpeton fa parte dei seymouriamorfi, un gruppo di tetrapodi tipici del Permiano, forse appartenenti ai rettiliomorfi. Tra questi, Ariekanerpeton sembrerebbe essere più strettamente imparentato con Discosauriscus e Seymouria che alle forme basali come Utegenia, a causa di alcune caratteristiche (la mancanza di contatto tra osso postorbitale e sopratemporale, la mancanza di gastralia). È probabile che Ariekanerpeton fosse strettamente imparentato con Discosauriscus.

## Paleobiologia
La mancanza di scanalature della linea laterale sul cranio degli esemplari adulti di Ariekanerpeton suggerisce che questi animali non vivessero in ambiente acquatico (la linea laterale serve ai vertebrati acquatici a orientarsi nelle correnti). È possibile che Ariekanerpeton vivesse in un ambiente più arido rispetto a quello in cui vivevano animali simili come Utegenia o Discosauriscus.